# 雙春
雙春兼閏月，是指在某一農曆每19年一次的7個閏月出現了兩次立春，這是由於該年有閏月，令第二次立春出現於十二月，這便是所謂的雙春兼閏月等置閏的年份。由於立春已出現於十二月，下一年有較大機會是盲年，即沒有立春的農曆年，但這並不是必然的。例如：2017年的丁酉雞年是雙春（正月初七及臘月十九）兼閏六月，但接著的戊戌狗年的十二月三十日（即除夕）是立春。

## 雙春的條件
由於兩個立春相隔約365.24日，而農曆年的長度約為354日，所以雙春只會在有閏月的農曆年才出現。因為有閏月的農曆年的長度約為384日，該年的第二個立春也必然會在該年的十二月出現。因此，雙春與閏月是不會單獨存在的，而所謂雙春兼閏月只是加強語氣而已。由於每19年便會有7個閏月（十九年七閏），那麼，每19年便會有7次雙春兼閏月，即平均每2.7年便會有一次。